# Robert de Sorbon
Robert de Sorbon (Sorbon, 1201. október 9. – Párizs, 1274. augusztus 15.) francia teológus, IX. (Szent) Lajos francia király gyóntatója és a Sorbonne alapítója volt.

## Élete
Szegény családban született, egyházi tanulmányait Reimsben és Párizsban végezte. Kegyes életére először Róbert, Artois grófja figyelt fel, majd fivére, a francia király is támogatni kezdte. 1251 körül Cambrai-ban, majd 1258-ban Párizsban lett kanonok, egyúttal a király személyes gyóntatójává választotta.
1253 körül kezdett tanítani, és 1257-ben alapította meg a Maison de Sorbonne-t, ahol eredetileg 20 szegény sorsú diákot tanított teológiára. A Sorbonne a király támogatását és 1259-től a pápa áldását élvezte. Később ez vált a modern párizsi egyetem magjává. 1258-tól az egyetem tanára és kancellárja lett, haláláig itt prédikált és tanított.